# Cecil Afrika

a Compétitions nationales et continentales officielles uniquement.

b Matchs officiels uniquement.
Dernière mise à jour le 23 août 2021.
Cecil Afrika, né le 3 mars 1988 à Port Elizabeth (Afrique du Sud), est un joueur de rugby à sept et de rugby à XV sud-africain. Il évolue au poste de demi d'ouverture à sept et d'arrière à XV. Depuis 2009, il est joueur à plein temps avec l'équipe d'Afrique du Sud de rugby à sept qui dispute les World Rugby Sevens Series. Il mesure 1,77 m pour 65 kg.

## Carrière

### En club
Cecil Afrika a fait ses débuts professionnels en Vodacom Cup, avec les Griffons en 2006, alors qu'il n'était âgé que de 17 ans,. Il quitte la province en 2009 pour devenir joueur à plein temps avec l'équipe d'Afrique du Sud de rugby à sept.
Il fait un bref retour à XV en 2017, lorsqu'il rejoint les Free State Cheetahs et les Cheetahs pour disputer respectivement la Currie Cup et le Pro14,.
Après l'arrêt de sa carrière à sept, il rejoint les États-Unis et les San Diego Legion pour la saison 2021 de Major League Rugby.
En août 2021, il porte le maillot du club de rugby à sept du Monaco rugby sevens lors des étapes estivales de Toulouse et La Rochelle du Supersevens,, au terme desquelles le groupe monégasque s'impose en finale.
En 2022, il participe de nouveau au Supersevens avec le Monaco rugby sevens. Comme la saison précédente, il remporte les 2e et 3e étapes estivales,.

### En équipe nationale

#### En rugby à XV
Cecil Afrika joue avec l’équipe d'Afrique du Sud des moins de 20 ans en 2008. Il participe au championnat du monde junior ayant lieu cette année-là au Pays de Galles. Il se fait alors remarquer en inscrivant sept essais en cinq matchs.

#### En rugby à sept
Cecil Afrika a fait ses débuts avec l'équipe d'Afrique du Sud à sept en 2009.
Avec les Blitzboks, il a participé à huit éditions des World Rugby Sevens Series et à deux Coupe du monde de rugby à sept (2009 et 2013), inscrivant au total 1034 points (dont 127 essais) en 202 matchs.
Il remporte également la médaille d'or à l'épreuve de rugby à sept des Jeux du Commonwealth 2014 après la victoire de son équipe en finale face à la Nouvelle-Zélande, match durant lequel il marque un essai.
À titre personnel, il a reçu le titre de meilleur joueur du monde IRB de rugby à sept en 2011.
Il met un terme à sa carrière internationale à sept en juin 2020, après 345 matchs disputés en douze saisons.

## Palmarès

### En club et province
- Supersevens :
  - Vainqueur d'étape (4) : Toulouse (2021), La Rochelle (2021, 2022) et Pau (2022) avec le Monaco rugby sevens.

### En équipe nationale
- Vainqueur du World Rugby Sevens Series en 2009, 2017 et 2018.
  -  Deuxième (4) : 2011, 2013, 2014 et 2015
- Participation à la Coupe du monde de rugby à sept en 2009 (demi finaliste) et 2013 (quart de finaliste).
- Médaille d'or à l'épreuve de rugby à sept des Jeux du Commonwealth en 2014.
- Médaille d'or à l'épreuve de rugby à sept des Jeux mondiaux 2013.
- Médaille de bronze à l'épreuve de rugby à sept des Jeux Olympiques 2016.

### Distinctions personnelles
- Meilleur joueur du monde rugby à sept en 2011.
- Meilleur marqueur d'essais des World Series 2010-2011 avec 40 essais
- Meilleur réalisateur des World Series 2010-2011 avec 381 points